# Дадашева, Захра Ильгар кызы
Захра Ильгар кызы Дадашева (азерб. Zəhra İlqar qızı Dadaşova; род. 30 марта 2004) — азербайджанская парапауэрлифтер, выступающая в весовой категории до 55 кг. Обладатель Кубка мира 2023 года в личной категории. Чемпион Европы 2022 года.

## Биография
Захра Дадашева родилась 30 марта 2004 года.
В ноября 2021 года завоевала бронзовую медаль на лицензионном чемпионате мира в Тбилиси в весовой категории до 50 кг среди юниоров с результатом 52 кг.
В сентябре 2022 года выиграла лицензионный открытый чемпионат Европы по парапауэрлифтингу (Тбилиси). Выступая в весовой категории до 50 кг, Дадашева сумела поднять 66 кг и завоевать 126 очков.
В апреле 2023 года на лицензионном Кубке мира в Тбилиси, выступая в весовой категории до 55 кг, заняла первое место в личном весе, и второе — в общем. В общей категории заняла 7-е место. В командных же соревнований на этом турнире азербайджанский коллектив, в составе которого помимо Дадашовой были также Джейхун Махмудов и Парвин Мамедов, сумел завоевать серебро.
В мае 2025 года завоевала серебряную медаль в личном весе на Кубке мира в Тбилиси в весовой категории до 61 кг, подняв 80 кг.